# EFW C-3604
L'EFW C-3604 est un avion militaire suisse construit par la Fabrique fédérale d'avions d'Emmen dans les années 1940.

## Histoire
En complément de la fabrication de la série de EKW C-3603 d'entrainement et d'attaque au sol, la fabrique d'Emmen est chargée de développer un avion de reconnaissance à long rayon d'action et d'attaque au sol muni du moteur Saurer YS-2. Basé sur une cellule de C-3603-1 le prototype est essayé à partir du début de 1945. Nonobstant des difficultés avec le prototype une pré-série de douze avions est commandée et livrée en 1947-1948. La mise au point laborieuse qui s'ensuit s'étire sur neuf années à l'issue desquelles les avions sont réformés en 1956 sans avoir connu d'utilisation opérationnelle. 
Le C-3604 immatriculé C-606 est muni d'un crochet de remorquage pour monter une maquette volante non motorisée à l'échelle 1/0.6 du N-20 Aiguillon à 7 000 mètres pour en tester les qualités de vol.